# Rapperswil-Jona
Rapperswil-Jona er en by og kommune i Kanton Sankt Gallen i Schweiz.
Rapperswil og Jona var separate kommuner indtil 2006. Kommunen inkluderer også Bollingen, Busskirch, Curtiberg, Kempraten-Lenggis, Wagen, and Wurmsbach. Det går byen til den næststørste i cantonen efter hovedstaden Sankt Gallen.

## Historie
Bebyggelse omkring Rapperswil kan dateres omkring 5000 år tilbage i tiden. Rapperswil Slot er bygget omkring år 1220 af Counts of Rapperswil.

## Geografi
Rapperswil-Jona området består af 37,4% landbrug, 30,6% skov. 28,6% består af bygninger og veje, de sidste 3,4% er floder og søer.

## Demografi
86.9 % snakker tysk, mens det næst mest udbredte sprog er italiensk med 3,1%, tredjemest talte sprog er Serbokroatisk med 2,1%.

## Økonomi
I 2007 havde Rapperswil-Jona en arbejdsløshedsprocent på 1.84%.
Cementproducenten Holcim har hovedsæde i byen.
- Wurmsbach Abbey
- Chapel of St. Dionys
- Interior of the chapel
- Paintings on the south wall of the chapel
- St. Martin Busskirch on Obersee (upper Lake Zürich)
- inside the medieval Parish church
- Höllenrachen (Last Judgement painting inside St. Martin
- Meienberg hill
- Rathaus (Town hall) of Rapperswil
- Schloss Rapperswil and Stadtpfarrkirche (St. John's church)
- Polish Museum at the Schloss
- Seedamm bridge across the lake
- reconstruction of the original wooden bridge from c. 1525 BC between Rapperswil and Hurden